# 霍恩 (內布拉斯加州)
霍恩（英語：Horn）是位於美國內布拉斯加州道斯縣的非建制地區。

## 地理
霍恩所處的海拔為高於海平面1124米（即3688英呎），而該地所採用的時區為UTC-6，即北美山地時區（MST）。同時該地設有夏令時間，為UTC-7調快一小時，即UTC-6（MDT）。